# Fartorp
Fartorp, Farup, Fardrup (dansk) eller Fahrdorf (tysk) er en landsby og kommune beliggende midtvejs mellem Slesvig by og Egernførde (Egernfjord) ved Sliens sydlige bred i Sydslesvig. Administrativt hører kommunen under Slesvig-Flensborg kreds i den nordtyske delstat Slesvig-Holsten. Kommunen samarbejder på administrativt plan med andre kommuner i omegnen i Haddeby kommunefællesskab (Amt Haddeby). I kirkelig henseende ligger byen i Haddeby Sogn. Sognet lå i Arns Herred (Gottorp Amt, Sønderjylland), da området tilhørte Danmark.

## Geografi
Kommunen er beliggende ved Sliens Lille Bredning over for Slesvig by. Jordbunden er god og næringsrig. Der er enkelte skovpartier. Til kommunen hører også Lopsted (Loopstedt) med udflytterstedet Lund, beliggende ved Haddeby Nor (Hedeby Nor) samt enkelte bebyggelser som Farup Teglgård, Farupmark og Risbjerg (Reesenbarg).

## Historie
Fartorp el. Farup blev nævnt første gang i 1575 som Vardorp. Forleddet Far- er afledt af glda. far (oldn. fǫr) som betegnelse for en overfartssted. På dansk findes også formerne Farup og Fardrup. Byen var dengang overfartssted til Slesvig. Ifølge sagnet skal den hellige Christoffer her have båret Jesus som lille barn over Slien. Endnu i 1864 nævnes en færgeforbindelse fra Fartorp/Farup over til Slesvigs fiskerkvarter Holmen. I dag kaldes byen også Slesvigs Blankenese på grund af de mange villaer, som findes i byen.
Lopsted er første gang nævnt 1580. Stednavnet er afledt af personnavnet Loppe eller henføres til et (vand)løb.
Nabokommuner er Borgvedel i øst og Selk i vest. Kommunen samarbejder med andre kommuner på administrativt plan i Haddeby kommunefælleskab (Amt Haddeby).